# Dèdal de Bitínia
Dèdal de Bitínia (en llatí Daedalus, en grec antic Δαίδαλος "Daidalos") fou un escultor nascut a Bitínia, que va fer, entre d'altres, una estàtua de Zeus (el Zeus anomenat Stratius) a Nicomèdia, molt admirada al seu temps, segons Flavi Arrià i Dionís Periegetes.
Va viure des de l'època d'Alexandre el Gran en endavant.